# Szűcs Gabriella (kézilabdázó)
Szűcs Ibolya Gabriella (Nagyvárad, 1984. augusztus 31. –) korábbi magyar válogatott kézilabdázó, a HC Dunărea Brăila balátlövője. 2015 óta a román válogatott tagja. Magyarország színeiben világ-és Európa-bajnoki bronzérmes, junior világ-és Európa-bajnoki ezüstérmes és ifjúsági Európa-bajnoki bronzérmes  helyezései lettek. Románia színeiben világbajnoki bronzérmes, a román bajnokságban pedig 3szoros aranyérmes lett.

## Pályafutása
Szűcs Gabriella tizenegy évesen kezdett kézilabdázni Debrecenben. Tizennégy éves korában igazolta le az első osztályban szereplő DVSC, amely csapat színeiben kilenc idényen keresztül szerepelt. Megjárta a korosztályos válogatottakat, több siker is fűződik ehhez az időszakhoz. Ifjúsági Európa-bajnokságról, és junior Európa- és világbajnokságról is éremmel tért haza a magyar csapattal. Mára pedig 24 évesen a felnőtt válogatott rutinos tagjának számít. 2008-ban igazolt a román bajnokcsapathoz, az Oltchim Valceához. 2011-ben visszatért a Debreceni VSC-hez, de fél év után újra Zilahban folytatta tovább. Majd 2013-tól Nagybányán, a HCM Baia Mare együttesénél folytatja a pályafutását.
Húga, Nikolett szintén kézilabdázó, ő a Tajtavill-Nyíradony csapatában játszik.

## Sikerei

### Klubcsapatban
- Magyar Kupa: 3. helyezett: 2008

### Magyar válogatottban
- Ifjúsági Európa-bajnokság: 3. helyezett: 2001
- Junior Európa-bajnokság: 2. helyezett: 2002
- Junior világbajnokság: 2. helyezett: 2003
- Világbajnokság: 3. helyezett: 2005
- Európa-bajnokság: 3. helyezett: 2004
- Olimpia: 4. helyezett: 2008

### Román válogatottban
- Világbajnokság: 3. helyezett: 2015